# Joe Hahn
Joseph "Joe" Hahn (Dallas, 15 de março de 1977) é o DJ da banda estadunidense Linkin Park.

## Biografia
Tem ascendência coreana e recebeu educação religiosa da igreja protestante. Frequentou a universidade de UCLA, onde estudou pintura e cinema tendo inclusive trabalhado nos efeitos especiais da a série X-Files. Na universidade conheceu Mike Shinoda, com quem viria a criar o 'Linkin Park'.
Divorciou-se de Karen Benedit no início de 2009.
Em 21 de Outubro de 2012, Hahn casou com Heidi Woan, com quem se encontrou cerca de dois anos antes, em 2010. Tem uma loja, onde vende o boneco desenhado por ele. O Suru, onde leva para os palcos e fica em sua pick-up. Joe tem também, uma projeto paralelo um curta-metragem chamado The Seed. Hahn tornou-se o primeiro americano coreano a receber um Grammy quando a banda ganhou o prêmio 2002 de Melhor Performance de Hard Rock. Em novembro de 2011, Hahn projetou um capacete de piloto de Fórmula 1 para o Kamui Kobayashi.

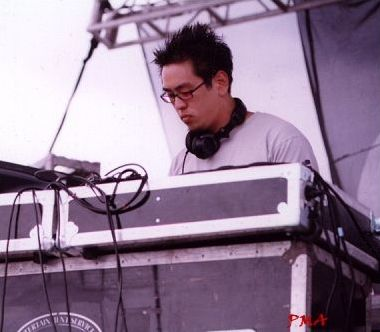
Joe Hahn tocando pelo Linkin Park no Rock am Ring Festival 2001.

## Discografia
Com Linkin Park
Outras aparições
| Ano  | Faixa                                                | Artista          | Álbum                                              | Notas |
| ---- | ---------------------------------------------------- | ---------------- | -------------------------------------------------- | --- |
| 2002 | "It's Goin' Down" (Com Mike Shinoda)                 | The X-Ecutioners | Built from Scratch                                 | |
| 2005 | "Slip Out the Back"                                  | Fort Minor       | The Rising Tied                                    | |
| 2006 | "Where'd You Joe?" (Remix de "Where'd You Go")       | Fort Minor       | Fort Minor Militia EP                              | Fort Minor Militia exclusive track |
| 2006 | "Move On"                                            | Fort Minor       | Fort Minor Militia EP                              | Fort Minor Militia exclusive track |
| 2007 | "Bass on the Bottom" (Mr. Hahn e Troublemaker Remix) | L'Trimm          | Bass on the Bottom (Mr. Hahn + Troublemaker Remix) | |
| 2008 | "The Young & the Hopeless" (Remixed por Mr. Hahn)    | Good Charlotte   | Greatest Remixes                                   | |
| 2009 | "Vegas Baby"                                         | Uncle Kracker    | Happy Hour (5-track Demo)                          | Outtake do álbum, Happy Hour |
| 2010 | "Black Rock Shooter" (Remix por Joe Hahn)            | Hatsune Miku     | Black Rock Shooter                                 | O lançamento em Blu-ray de Black Rock Shooter apresenta 30 segundos de um pequeno teste em um vídeo de stop motion como um bônus: remix de "Black Rock Shooter" por Joe Hahn. |

## Filmografia

### Videoclipes
| Ano  | Título                                  | Banda                    | Notas                                                 |
| ---- | --------------------------------------- | ------------------------ | ----------------------------------------------------- |
| 2001 | Papercut                                | Linkin Park              | Co-directed with Nathan "Karma" Cox                   |
| 2001 | In The End                              | Linkin Park              |                                                       |
| 2001 | Points of Authority                     | Linkin Park              |                                                       |
| 2002 | Cold                                    | Static-X                 |                                                       |
| 2002 | Symphony in X Major (featuring Dr. Dre) | Xzibit                   |                                                       |
| 2002 | It's Goin' Down                         | The X-Ecutioners         | Diretor e músico convidado                            |
| 2002 | Kyur4 TH Ich                            | Linkin Park              | MTV:Playback e aparição                               |
| 2003 | Somewhere I Belong                      | Linkin Park              |                                                       |
| 2003 | Numb                                    | Linkin Park              |                                                       |
| 2004 | Anthem of Our Dying Day                 | Story of the Year        |                                                       |
| 2004 | From the Inside                         | Linkin Park              |                                                       |
| 2004 | Breaking the Habit                      | Linkin Park              | Co-dirigiu com Kazuto Nakazawa                        |
| 2005 | Time to Waste                           | Alkaline Trio            |                                                       |
| 2007 | What I've Done                          | Linkin Park              |                                                       |
| 2007 | Bleed It Out                            | Linkin Park              |                                                       |
| 2008 | Shadow of the Day                       | Linkin Park              |                                                       |
| 2008 | Given Up                                | Linkin Park              | Co-dirigiu com Mark Fiore; creditado como Linkin Park |
| 2008 | Leave Out All the Rest                  | Linkin Park              |                                                       |
| 2009 | New Divide                              | Linkin Park              |                                                       |
| 2010 | The Catalyst                            | Linkin Park              |                                                       |
| 2010 | Waiting for the End                     | Linkin Park              |                                                       |
| 2011 | Burning in the Skies                    | Linkin Park              |                                                       |
| 2011 | Iridescent                              | Linkin Park              |                                                       |
| 2012 | Burn it Down                            | Linkin Park              |                                                       |
| 2013 | A Light That Never Comes                | Linkin Park x Steve Aoki |                                                       |
| 2014 | Until It's Gone                         | Linkin Park              |                                                       |
| 2017 | One More Light                          | Linkin Park              | Co-dirigiu e editou com Mark Fiore                    |

### Filmes
| Ano  | Título   | Função  | Notas                                    |
| ---- | -------- | ------- | ---------------------------------------- |
| 2005 | The Seed | Diretor | Co-dirigiu com Ken Mercado               |
| 2014 | Mall     | Diretor | produção executiva por Vincent D'Onofrio |

## Curiosidades
- Joe trabalhou fazendo efeitos especiais na série Arquivo X
- Tem grande senso de humor, e é o mais engraçado da banda
- Dizem que para qualquer lugar do mundo que Joe vá, leva sempre um pequeno pinguim de brinquedo e o Senhor Sapo.
- Apelidos: Mr. Hahn, Remmy, Hahn, Joe, Joe Hahn
- Seus pais são coreanos.
- Segundo Rob, "É uma pessoa criativa e profissional".
- Curte U2.
- Tem uma dupla personalidade chamada Remy. É quem fala no começo de 'Cure For The Itch'.
- Adora brinquedos, principalmente do Gundam (Anime antigo, mas ainda em produção, sobre robôs gigantes.). E para ter uma noção do tanto que ele os gosta, antigamente, quase todos os trabalhos por qual ele passou tinham a ver com brinquedos.
- Crawling foi o primeiro videoclipe que ele dirigiu.
- Ele já dirigiu mais ou menos 6 vídeos em 2 anos da carreira.
- Joe fez o conceito do clipe One Step Closer, mas também esta envolvido em qualquer outra direção de outros clipes do Linkin Park (Ele criou o conceito de todos).
- Produziu um filme chamado The Seed.